# Ion Vinea
Ion Vinea (Giurgiu, 1895 – Bucarest, 1964) è stato uno scrittore e pubblicista rumeno, considerato tra i più importanti scrittori della Romania del XX secolo.

## Biografia
Direttore di Simbolul insieme a Tristan Tzara e Marcel Janco nel 1912, scrisse poi su Cronica e fondò e diresse Contimporanul.

## Opere (parziale)
- Lo scongiuro e Fiori di lampada, 1925
- Il paradiso dei sospiri, 1930
- L'ora delle fonti, 1964
- Lunatecii, 1965